# Mamalahoe
La Mamalahoe, o la ley del remo astillado, es un precepto del derecho hawaiano que tiene su origen en el rey Kamehameha I en 1797. La ley: "Dejen a toda persona mayor, mujer o niño tendido junto al camino a salvo", se consagró en la constitución estatal, sirviendo de modelo para modernas leyes de derechos humanos sobre el trato a civiles y no combatientes durante el tiempo de batalla.
La historia se remonta a la lucha del monarca en Puna: su pierna quedó atrapada en el arrecife y un pescador le golpeó en la cabeza con un remo. Afortunadamente, logró escapar y años más tarde trajeron al pescador ante Kamehameha I. En lugar de ordenar su muerte, el rey decidió que solo había intentado proteger su tierra y a su familia, por lo que se creó la "ley del remo astillado" (en inglés: Law of the Splintered Paddle). 
A continuación figura la ley completa de 1797 en hawaiano, el idioma original, así como su traducción al inglés y al español:
Māmalahoe Kānāwai:

E nā kānaka,

E mālama ‘oukou i ke akua

A e mālama ho‘i ke kanaka nui a me kanaka iki;

E hele ka ‘elemakule, ka luahine, a me ke kama

A moe i ke ala

‘A‘ohe mea nāna e ho‘opilikia.

Hewa nā - Make.

## Traducción al inglés
Law of the Splintered Paddle:

O my people,

Honor thy god;

respect alike [the rights of] men great and humble;

See to it that our aged, our women, and our children

Lie down to sleep by the roadside

Without fear of harm.

Disobey, and die.

## Traducción al español
Ley del remo astillado:

¡Oh pueblo mío!,

Honrad a vuestro dios;

respetad por igual a [los derechos de] los grandes y a los humildes;

Ocupaos de que nuestros mayores, mujeres y niños

puedan descansar junto al camino

sin miedo de que se les haga daño.

Desobedeced, y moriréis.